# Granatæble
Granatæble Punica granatum er en frugtbærende træagtig busk, der bliver omkring 5-8 meter høj. Forskerne hælder til den opfattelse, at planten stammer fra Iran eller Afghanistan, hvor der findes ekstra mange sorter omkring Kabul-floden. Men den har vokset i middelhavslandene i årtusinder , så dens egentlige oprindelse er usikker.
Den læderagtige frugtskal gemmer på kerner indkapslet i rødt, saftigt frugtkød, som holdes på plads af et guligt gitterværk. Frugten har sæson i det sene efterår og hen over vinteren. Man bruger kernerne eller saften fra de pressede kerner i madlavning, hvor de tilføjer en frisk, sød og let syrlig smag.
Kernerne kan bruges i råkost eller salat, man kan drysse dem over kødretter, sætte dem til yoghurt, eller man kan presse saften og lave sorbet, blande det med appelsinsaft eller lave en aperitif ved at spæde op med crémant.

## Ernæring
Granatæble er en god kilde til C vitamin, K-vitamin og folat. Det er en fremragende kilde til kostfiber, men de er udelukkende i kernerne.
| Botanik | Spire Denne botanikartikel er en spire som bør udbygges. Du er velkommen til at hjælpe Wikipedia ved at udvide den. |